# Helina taurica
Helina taurica este o specie de muște din genul Helina, familia Muscidae. A fost descrisă pentru prima dată de Johann Andreas Schnabl în anul 1911. Conform Catalogue of Life specia Helina taurica nu are subspecii cunoscute.